# Mark Malloch Brown
George Mark Malloch Brown (16 de septiembre de 1953) es un político, periodista y diplomático británico. 

## Biografía
Malloch Brown nació en Inglaterra en 1953, hijo de un diplomático sudafricano exiliado. Fue educado en Marlborough College y obtuvo un grado con honores en Historia por el Magdalene College de Cambridge, al que siguió un máster en Ciencias Políticas por la Universidad de Míchigan. Él fue hijo único, pero de su matrimonio han nacido cuatro hijos. Durante sus estudios, realizó prácticas como periodista, especialista en desarrollo y consultor de comunicaciones.
En 1994, fue designado vicepresidente a cargo de los Asuntos exteriores, del Banco Mundial, antes de unirse en 1999 a las Naciones Unidas, donde fue nombrado director del Programa de las Naciones Unidas para el Desarrollo. El jefe de gabinete de la ONU, Kofi Annan, en enero de 2005, fue entonces vicesecretario general desde el 1 de abril al 31 de diciembre de 2006.
Él se unió al gobierno británico dirigido por Gordon Brown, en la que ocupó el cargo de ministro de Estado en el ministro de Asuntos Exteriores, responsable de África, Asia y las Naciones Unidas, de 28 de junio de 2007 a 24 de julio de 2009.
El 9 de julio de 2007, se le concedió el título de barón Malloch-Brown, en el condado este de Sussex. Entró en la Cámara de los Lores el mismo día.